# Jilem
Jilem (deutsch Jelmo) ist eine Gemeinde in Tschechien. Sie befindet sich 14 Kilometer westlich von Telč und gehört zum Okres Jindřichův Hradec.

## Geographie
Jilem befindet sich im Südwesten Mährens in der Javořická vrchovina. Nördlich erhebt sich der 677 m hohe Bukovice.
Nachbarorte sind Zahrádky und Domašín im Norden, Studená im Nordosten, Skrýchov im Südosten, Horní Němčice im Süden, Horní Meziříčko und Strmilov im Südwesten, Palupín im Westen sowie Horní Dvorce im Nordwesten.

## Geschichte
Erstmals urkundlich erwähnt wurde das Dorf durch seinen 1358 erfolgten Verkauf von Nikolaus Kadolt von Neuhaus an Diepold von Jilem. Bis ins 16. Jahrhundert wechselten mehrfach die Besitzer. Zeitweilig war Jilem zu Studená zugehörig, danach erwarben es die Babkov von Meziříčko. 1593 kaufte Adam II. von Neuhaus die Herrschaft Meziříčko einschließlich Jilem und schlug sie seinen Besitztümern in Telč zu. Später kam Jilem wieder zur Herrschaft Studená im Iglauer Kreis, wozu es bis zur Aufhebung der Patrimonialherrschaften im Jahre 1849 gehörte. 1850 erfolgte die Zuordnung zum neuen politischen Bezirk Dačice und zwischen 1855 und 1868 zum Bezirk Telč. 1880 hatte Jilem 283 Einwohner und 1900 waren es 256.
Nach der Auflösung des Okres Dačice wurde Jilem 1960 Teil des Okres Jindřichův Hradec.

## Gemeindegliederung
Für die Gemeinde Jilem sind keine Ortsteile ausgewiesen.

## Sehenswürdigkeiten
- Historischer Kornspeicher am Hof Nr. 13